# Viola di pomposa
Viola di pomposa, viola pomposa – smyczkowy instrument muzyczny; rodzaj violi lub altówki, której pomysł skonstruowania przypisuje się Janowi Sebastianowi Bachowi.
Viola pomposa była pięciostrunową altówką strojoną zazwyczaj identycznie jak ona, w kwintach: c, g, d1, a1, e2. Wg Curta Sachsa, pochodzące z końca XVIII wieku źródła historyczne, które wzmiankują wiolę pomposę mylą ją z wiolonczelą piccolo – instrumentem wykonanym przez Johanna Christiana Hoffmanna – lutnika i bliskiego przyjaciela Bacha, na który ten sporadycznie komponował.
Do współczesności zachowało się kilka kompozycji na wiolę pomposę, m.in. dwa utwory Georga Philippa Telemanna z 1728, dwa Johanna Gottlieba Janitscha, jeden Carla Heinricha Grauna i jeden Cristiana Giuseppe Lidartiego.